# あゝ青春
「あゝ青春」（あぁせいしゅん）は、トランザムが1975年5月10日に、ブラックレコードより発売した最初のシングル。

## 解説
テレビドラマ『俺たちの勲章』のサウンドトラックとして、インストゥルメンタル・バージョン『俺たちの勲章』が東宝レコードから1975年の4月に発売されていたが、ジャケットにはトランザムの表記もなく、同ドラマがメインに押し出されていたレコードだった。
本作は、新たに歌詞を松本隆が手掛け、ジャケットにはトランザムという名前が表記された。後に吉田拓郎とは数々の曲作りで、作詞家松本隆とコンビを組むが、本作がその初共同作品。
「数え歌のような詞をつけてくれ」という後藤由多加のオーダーで、詞を作ったと松本隆は述懐する。

### エピソード
この後に開催された「吉田拓郎・かぐや姫 コンサート インつま恋」で、吉田拓郎がトランザムの演奏をバックに、この「あゝ青春を」歌う。

## 収録曲
全編曲：チト河内

### SIDE A
1. あゝ青春  –  (3:32)
  - 作詞：松本隆、作曲：吉田拓郎

### SIDE B
1. I CAN'T RECALL YOUR NAME  –  (3:21)
  - 作詞：奈良橋陽子、作曲：チト河内

## 収録アルバム
- トランザム アンソロジー 1975-1979（2003年）  –  「あゝ青春」「I CAN'T RECALL YOUR NAME」収録。
- 俺たちの祭＋俺たちの勲章　オリジナル・サウンド・トラック（2004年）  –  「あゝ青春」は収録されているが、フルコーラスではない。
- 〈COLEZO!〉トランザム ベスト（2005年）  –  「あゝ青春」収録。
- 俺たちのフォーク!あゝ青春慕情（2006年）  –  「あゝ青春」収録。

## カバー
- 吉田拓郎・アルバム『ぷらいべえと』（1977年）  –  アレンジの異なるバージョンで「あぁ青春」をセルフカバー。
- 中村雅俊・アルバム『想い出のかけら』（1976年）  –  「あぁ青春」を収録。『俺たちの旅』第12、29話で劇中歌として使われた。
- 中村雅俊・シングル「哀しい人」（1999年）  –  「あぁ青春 Brand New Edit」として再録音し、カップリング曲として収録。中村が主演したNHK金曜時代劇『しくじり鏡三郎』の主題歌にも使われた。